# Zafir (film fra 2003)
 For alternative betydninger, se Zafir. (Se også artikler, som begynder med Zafir)
Zafir er en dansk film fra 2003.
- Manuskript Hans Hansen og Malene Vilstrup.
- Instruktion Malene Vilstrup.

## Medvirkende
Blandt de medvirkende kan nævnes:
- Rose Marie Hermansen, Anna
- Katrine Schnoor, Sharbat
- Tjalke Fan Westenesch, Zafir
- Henrik Lykkegaard, Jesper, Annas far
- Charlotte Munksgaard, Lisbeth, Annas mor
- Claus Bue, Niels, altmuligmand på rideskolen
- Pernille Højmark, Dorthe, rideinstruktør
- Jonas Oddermose, Jakob
- Line Bøgelund Nielsen, Emma
- Caroline Heiber Pelch, Thea
- Benjamin Thorup Arnfred, Rune
- Anja Riis Petersen, Line
- Dya Josefine Hauch, Kirsten
- Naveed Shah, Sharbats bror
- Mie Catrine Uhre, Lena, Annas søster